# Eelco Verwijs
Eelco Verwijs (Deventer, 17 juli 1830 - Arnhem, 28 maart 1880) was een letterkundige en lexicograaf die zich specialiseerde in Middelnederlandse teksten.

## Biografie
Zijn vader, Adriaan Verwijs, was predikant. Eelco Verwijs leerde theologie aan het atheneum in Deventer. Hij ging aan de Universiteit van Groningen studeren, aanvankelijk ook theologie maar hij schakelde over op het Nederlands. Toen zijn docent Matthias de Vries in 1853 naar Leiden ging volgde hij hem. In 1857 promoveerde hij op Wapene Martijn van Jacob van Maerlant.
In 1858 werd hij docent in nieuwe talen aan de Latijnse school te Franeker, en in 1862 archivaris-bibliothecaris van Friesland. Hij trouwde in 1864 met Lamberdina Telting. Vier jaar later werd hij op wens van Matthias de Vries redacteur voor het Woordenboek der Nederlandsche Taal. In 1873 stelde hij Jacob Verdam voor om gezamenlijk het Middelnederlandsch Woordenboek te beginnen, waarvan het eerste deel twee jaar na zijn dood verscheen.
In 1872 bleek hij aan tuberculose te lijden. Hij verbleef daarom meerdere malen aan de Middellandse Zee of in Tirol. Hij moest in 1877 een aanbod voor een leerstoel in Nederlandse taal- en letterkunde aan de Universiteit van Amsterdam afslaan, en overleed drie jaar later, kinderloos.
Verwijs schreef in het begin van zijn carrière voor een breed publiek over cultuurhistorie, o.a. over Sinterklaas. Hij concentreerde zich op het Middelnederlands. De delen 1 t/m 3 van zijn Bloemlezing uit Middelnederlandsche dichters waren van belang voor het vakgebied.

## Belangrijk werk
- Bloemlezing uit Middelnederlandsche dichters
- Dit syn X goede boerden. 's-Gravenhage, 1861.
- (met W. Bisschop): Gedichten van Willem van Hildegaersberch. 's-Gravenhage, 1870
- Jacob van Maerlant's Naturen Bloeme. Groningen, 1872-1878
- (met M. de Vries): Jacob van Maerlant's Spiegel Historiael. Met de fragmenten der later toegevoegde gedeelten, bewerkt door Philip Utenbroeke en Lodewijc van Velthem. [Vanwege de Maatschappij der Nederlandsche Letterkunde te Leiden uitgegeven door --. Leiden, 1861-1879]. 4 Dln.
- (met J. Verdam): Middelnederlandsch Woordenboek. 10 Dln. 's-Gravenhage, 1885-1952. Dl. 9 voltooid door F.A. Stoett. Dl. 10 (Tekstkritiek van J. Verdam en bouwstoffen) 1e gedeelte (A-F) door W. de Vreese; 2e gedeelte (G-Z) door G.I. Lieftinck.

## Wetenswaardigheden
- Eligius van 't Oversticht was zijn pseudoniem waaronder hij in Middelnederlandse stijl gedichten schreef.
- Zijn aanvankelijke studie theologie leidde er toe dat hij zich afkeerde van de kerk en het christendom
- Verwijs was een levenslustige, spottende en geestige persoonlijkheid.
- Gebrek aan zelfbeheersing leidde tot gezondheidsproblemen
- Ondanks zijn specialisatie van het Middelnederlands ontbrak het hem aan diepgaande kennis van de Germaanse taal[1]
- Hij was bevriend met onder anderen Piet Paaltjens en Willem van der Kaay
- Verwijs was lid van de Koninklijke Akademie van Wetenschappen
- Zijn vermeende medewerking aan het Oera Linda-boek was waarschijnlijk een uit de hand gelopen grap[2][3]

- Bibliothèque nationale de France: cb15095173d (data)
- Biografisch Portaal: 89110156
- Digitale Bibliotheek voor de Nederlandse Letteren: verw011
- Gemeinsame Normdatei: 172433460
- International Standard Name Identifier: 0000 0000 6300 2637
- Library of Congress Control Number: no97046145
- Nederlandse Thesaurus van Auteursnamen: 068375476
- Istituto Centrale per il Catalogo Unico: SBLV135193
- Système universitaire de documentation: 166898465
- Trove: 1111193
- Virtual International Authority File: 37211017
- WorldCat: E39PBJq6X4KPBdRJm7QhM46dwC